# Camponotus pseudoirritans
Espèce
Camponotus pseudoirritans est une espèce de fourmis qui se rencontre en Asie de l'Est. Elle fait partie du sous-genre Tanaemyrmex.

## Description
La reine présente des couleurs noires et jaunes sur le thorax et sa taille varie entre 14 et 15 mm. Les ouvrières sont de couleur jaune, ce qui est peu commun pour des fourmis, et leur taille est de 6 à 8 mm. Les mâles sont jaunes à l'exception de leur tête qui est noire et mesurent 9 à 12 mm.

## Écologie et distribution
Camponotus pseudoirritans est une espèce monogyne (il n'y a qu'une seule reine par colonie). Celle-ci peut vivre jusqu'à 20 ans. Dans son milieu naturel, l'essaimage a lieu à la saison des pluies. Après fécondation, la reine reste cloîtrée dans sa loge et vit sur ses réserves pour alimenter son premier couvain. Il s'agit donc d'une fondation claustrale. Le développement de l’œuf à l'ouvrière adulte dure environ 28 jours. Ces fourmis ont besoin d'une hygrométrie (50/70% dans le nid) et d'une température élevées (24–28 °C). Elles n'hivernent pas. 
Cette fourmi se nourrit essentiellement de miellat et d'insectes, mais aussi de fruits. 
Camponotus pseudoirritans est originaire des forêts tropicales humides de Chine.

## Camponotus pseudoirritanset l'Homme
Cette espèce est parfois élevée en captivité avec un taux de réussite assez élevé. Facile à nourrir, elle s'avère résistante et reste active toute l'année. Sa taille facilite les observations et sa coloration est attrayante. Par ailleurs, elle ne pique pas.